# Curtis LeMay
(Parole di John Fitzgerald Kennedy su LeMay.)
Curtis Emerson LeMay (Columbus, 15 novembre 1906 – March Air Reserve Base, 1º ottobre 1990) è stato un generale statunitense.
Ufficiale prima della United States Army Air Force e poi della nuova United States Air Force, nella seconda guerra mondiale guidò con grande valore le formazioni di bombardieri pesanti quadrimotori sulla Germania nazista e il Giappone, contribuendo anche all'introduzione delle tattiche del combat box. Alla fine della guerra autorizzò, su ordine superiore, il bombardamento atomico di Hiroshima.
Durante la guerra fredda divenne il comandante in capo del SAC e poi capo di stato maggiore dell'USAF. Fu il massimo assertore dell'importanza, da lui ritenuta decisiva, del potere aereo rappresentato dai grandi bombardieri strategici, che aveva impiegato con grande successo nella seconda guerra mondiale, e delle armi nucleari da impiegare senza esitazioni in caso di crisi globale, secondo la strategia della rappresaglia massiccia.
Personaggio straordinariamente energico e combattivo, ma ritenuto anche pericoloso ed eccessivamente bellicoso, divenne un simbolo del confronto militare diretto della guerra fredda, dando spunto anche ai personaggi dei generali "guerrafondai" Buck Turgidson e Jack D. Ripper del famoso film Il dottor Stranamore.

## Biografia

### Origini e formazione

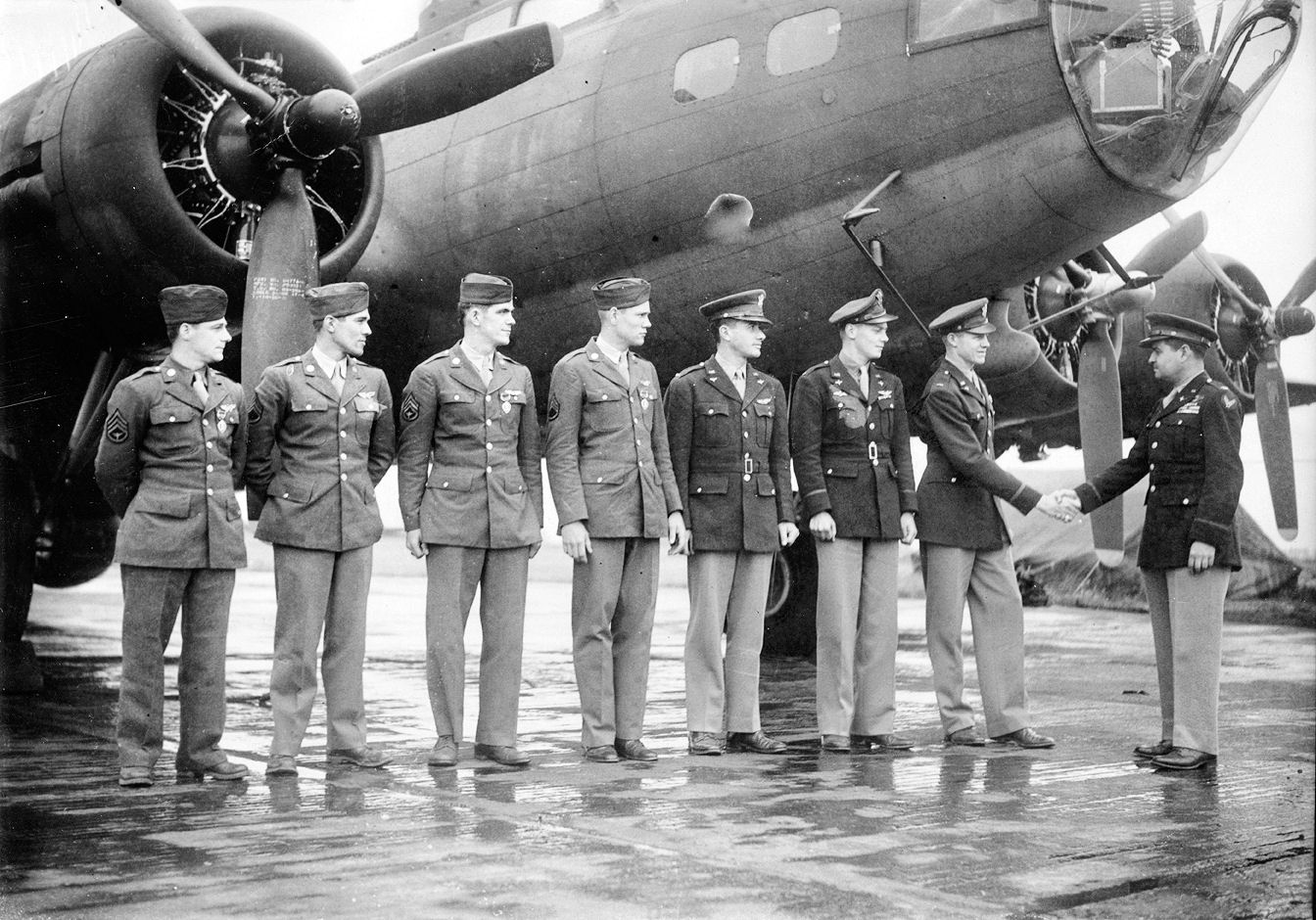
Il colonnello LeMay saluta l'equipaggio di un bombardiere B-17 giunto in Gran Bretagna nel 1943 per partecipare alla campagna di bombardamenti sulla Germania.

Curtis LeMay era di origini inglesi con lontana discendenza franco-canadese da parte del padre Erving Edwin LeMay, che lavorava occasionalmente come manovale non specializzato o operaio siderurgico. L'onere di tenere unita la famiglia gravò principalmente sulle spalle della madre, Arizona Dove (née Carpenter) LeMay. L'irregolarità dei lavori del padre costrinse la famiglia a spostarsi per tutto il paese, dal Montana alla California. Tornati nella loro città di origine, Columbus, il giovane dovette impegnarsi in una serie di lavori saltuari oltre a continuare gli studi. Timido e goffo, il giovane era però determinato e risoluto: iniziò a frequentare la scuola pubblica locale, diplomandosi alla Columbus South High School. Attratto dalla carriera militare ma senza la possibilità di entrare all'accademia di West Point, nel 1924 si iscrisse ai corsi della Ohio State University dedicati alla formazione degli ufficiali della riserva, United States Army Reserve, il Reserve Office Training Corps (ROTC), studiando ingegneria la mattina e contemporaneamente lavorando in un'acciaieria di sera, dormendo solo poche ore per notte.
Mentre era studente universitario entrò a far parte della confraternita di stampo militare Pershing Rifles e della confraternita universitaria Theta Tau. A causa di problemi economici fu costretto ad abbandonare la Ohio State University ma riuscì ad entrare, grazie ai notevoli risultati raggiunti nei corsi nel ROTC, nella Ohio National Guard e, dopo un iniziale periodo in artiglieria, riuscì ad essere accettato come allievo pilota. Nell'ottobre 1929 entrò nell'Air Corps Reserve, con il grado di sottotenente. Nel gennaio 1930 entrò nell'esercito regolare negli United States Army Air Corps e, tra il 1931 e il 1932, iniziò l'addestramento nella base aerea di Norton Field.
Completamente estraneo alla vita sociale e interessato soprattutto al volo, comprese l'importanza decisiva che avrebbero avuto in futuro i bombardieri a lungo raggio nella guerra aerea. Divenne presto uno dei piloti più esperti e audaci dei primi bombardieri pesanti. Con il grado di tenente ricevette notorietà per essere riuscito, durante un addestramento congiunto con la marina, a localizzare una corazzata pur avendo ricevuto le coordinate sbagliate. Inoltre fu protagonista nel maggio 1938 della missione di intercettazione del transatlantico italiano Rex, con tre bombardieri B-17 al largo delle coste orientali degli Stati Uniti.

### Il ruolo nella seconda guerra mondiale

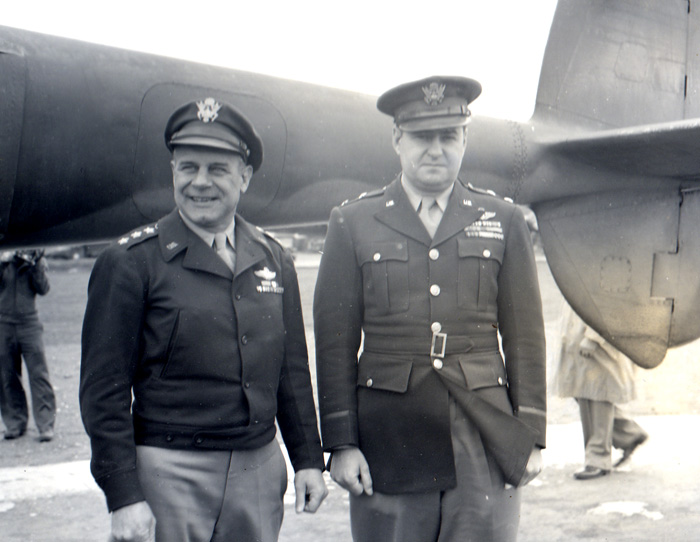
LeMay, a destra, insieme al comandante dell'Eighth Air Force, generale James Doolittle.

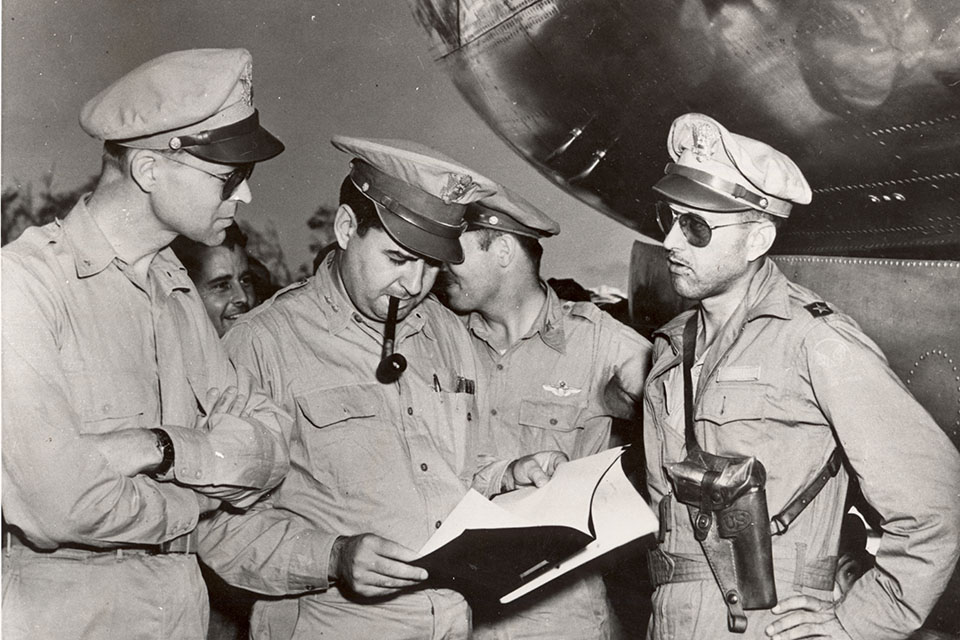
Il generale LeMay, al centro, esamina, insieme al generale Lauris Norstad e al generale Thomas S. Power, i rapporti dopo il devastante bombardamento di Tokyo della notte del 9/10 marzo 1945.

Per i suoi record di volo sugli oceani, fu scelto nel 1941 per guidare i convogli attraverso l'Oceano Atlantico. Promosso prima maggiore e poi colonnello ricevette il comando di uno dei primi gruppi di bombardieri pesanti B-17 Flying Fortress, il 305th Bomb Group, con il quale raggiunse la Gran Bretagna nell'ottobre 1942 per partecipare alla prevista campagna di bombardamenti strategici sull'Europa occupata.
Inquadrata nella Eighth Air Force, l'unità guidata da LeMay entrò subito in azione. Mantenne il comando fino al maggio 1943 e promosse importanti novità tattiche nelle formazioni da combattimento dei bombardieri, le cosiddette combat box. In particolare, prescrisse ai suoi equipaggi di mantenere formazioni le più strette possibili, non effettuare alcuna manovra evasiva durante i bombardamenti e non preoccuparsi di eventuali aerei ritardatari o danneggiati. Egli riteneva essenziale, per ridurre le perdite e colpire l'obiettivo, che i bombardieri volassero sempre in box di diciotto o ventuno aerei accuratamente schierati su quote diverse in modo da costituire una formazione compatta ma flessibile, in grado di formare, grazie alle numerose mitragliatrici pesanti presenti a bordo, uno schermo di fuoco quasi impenetrabile. Mise in pratica le sue tattiche il 23 novembre 1942 guidando personalmente nel bombardiere di testa del combat box del 305th Bomb Group contro il porto francese di Saint-Nazaire. L'incursione fu un brillante successo: gli aerei volarono ad alta quota dritti sopra l'obiettivo, senza subire perdite e colpendo con precisione.
Grazie alle sue efficaci innovazioni tattiche e alla sua energia nel comando, divenne uno degli ufficiali più importanti dei bombardieri americani in Europa e nell'agosto 1943 guidò il 4° Bomb Wing nella famosa e costosa incursione su Ratisbona. Dopo il bombardamento, proseguì con i suoi bombardieri superstiti fino alle basi aeree alleate in Nordafrica. Nel settembre 1943 venne promosso a generale di brigata, il più giovane delle forze armate americane, e assunse il comando dell'intera Terza Divisione aerea, che guidò nelle gigantesche incursioni sulla Germania della prima metà del 1944. Le perdite subite furono pesanti, ma continuò con grande determinazione a condurre personalmente i suoi equipaggi. Fin dall'ottobre 1943 aveva iniziato a riconsiderare criticamente la tattica americana dei bombardamenti di precisione su obiettivi industriali della Germania e aveva proposto di effettuare bombardamenti su vaste aree abitate delle grandi città tedesche, seguendo in parte la tattica del bombardamento a tappeto adottata dai britannici. Riteneva che gli attacchi sulle aree residenziali avrebbero garantito risultati maggiori dal punto di vista materiale e morale e ridotto le perdite.
Nell'agosto 1944 fu trasferito nel teatro del Sud-Est asiatico dove prese il comando del XX Bomber Command della Twentieth Air Force che, equipaggiato con i bombardieri strategici B-29 Superfortress, aveva il compito di colpire il Giappone partendo dalle basi in Cina e in India (operazione Matterhorn). Nonostante la sua grande energia, i bombardamenti non ottennero i risultati sperati, a causa soprattutto delle difficoltà operative e logistiche. Gli stati maggiori riuniti decisero allora di trasferire la massa principale dei B-29 nelle basi delle Isole Marianne, da dove attaccare il Giappone. Venne costituito il nuovo XXI Bomber Command, di cui inizialmente prese il comando il generale Haywood S. Hansell. Nel gennaio 1945 il generale Henry Arnold, insoddisfatto dell'operato di Hansell, decise di assegnare il comando del XXI Bomber Command a LeMay, che quindi si trasferì nelle Marianne.
Cambiò totalmente le strategie di attacco: decise di effettuare incursioni notturne a bassa quota (1.500 metri), inoltre i bombardieri sarebbero stati equipaggiati principalmente con bombe incendiarie, per causare danni devastanti alle città giapponesi, formate in prevalenza di case in legno. In questo modo riteneva di raggiungere micidiali effetti distruttivi minimizzando le proprie perdite, sfruttando le debolezze dei sistemi radar giapponesi e l'insufficienza della loro caccia notturna. La strategia di LeMay venne messa in pratica a partire dalla notte del 9-10 marzo 1945, quando una incursione su Tokyo da parte di 334 B-29 provocò enormi distruzioni e circa 130.000 vittime.
Dopo questa primo devastante bombardamento, continuò fino al 15 agosto 1945. Al termine della campagna, i bombardieri di LeMay avevano colpito 69 città giapponesi, distruggendo 290 chilometri quadrati di costruzioni abitati da 21 milioni di persone. Tokyo fu colpita da oltre 11.000 tonnellate di bombe, Osaka da oltre 6.000. Il 3 agosto 1945 firmò il documento che autorizzava formalmente il colonnello Paul Tibbets ad eseguire la cosiddetta "Missione di bombardamento speciale N. 13", il bombardamento atomico di Hiroshima e Nagasaki.

### La direzione dello "Strategic Air Command" e la guerra fredda

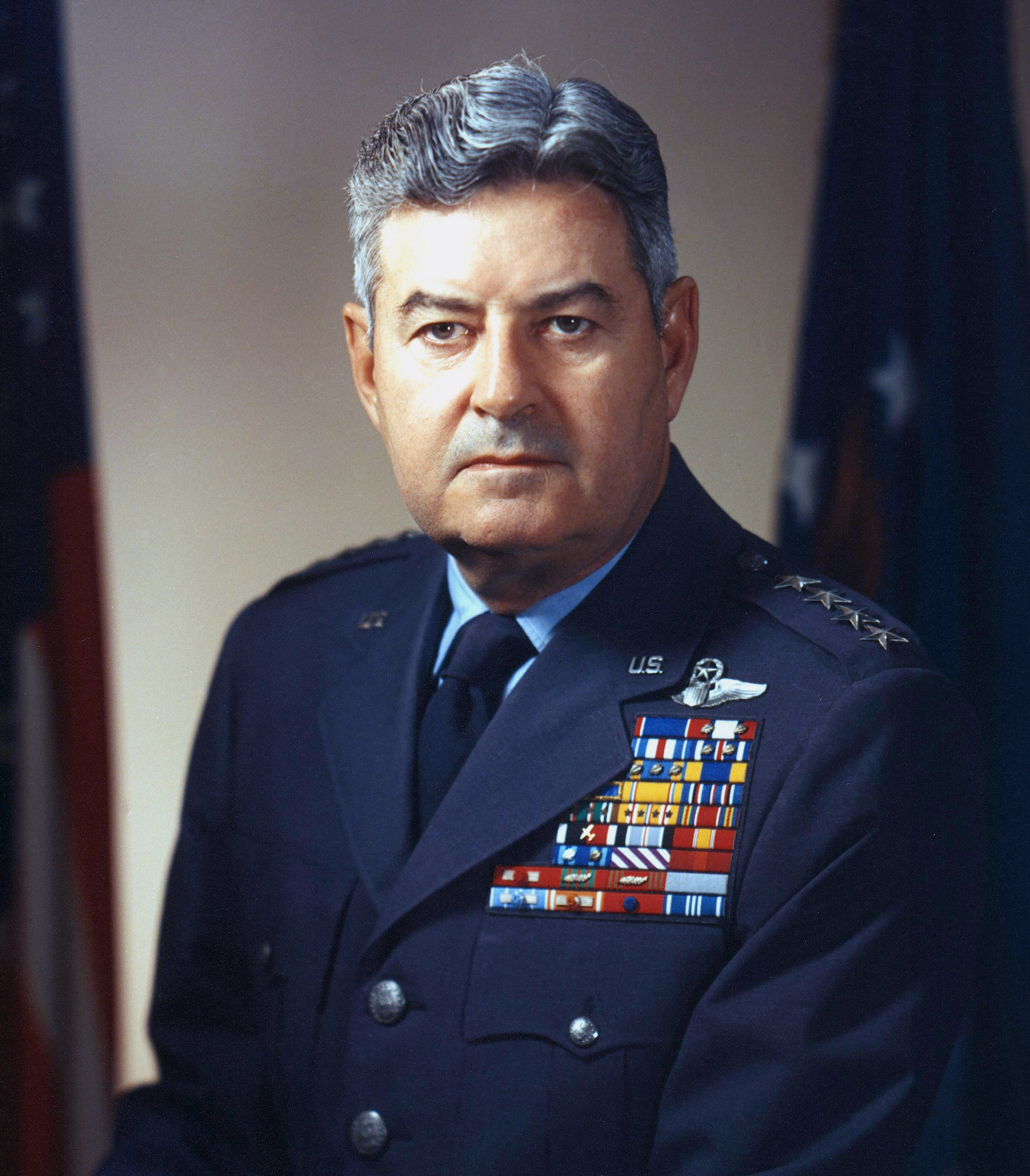
Foto ufficiale del generale LeMay.

Al termine della guerra LeMay rimase al centro dell'attenzione della propaganda, guidando personalmente nel settembre 1945 uno dei tre bombardieri B-29 speciali che effettuarono un volo senza scalo dal Giappone agli Stati Uniti conseguendo una serie di record, tra cui quelli per il volo senza scalo più lungo compiuto dall'USAAF e per il primo volo senza scalo dal Giappone a Chicago.
Dopo la breve euforia seguente la fine della seconda guerra mondiale, la situazione internazionale divenne rapidamente tesa con l'inizio della guerra fredda e rivestì un ruolo importante nella macchina militare americana. Dopo un breve periodo trascorso al Pentagono, ricevette il comando delle Forze aeree americane in Europa. In questo comando venne coinvolto nella crisi di Berlino del 1948 e diresse il ponte aereo per rifornire Berlino Ovest, che si concluse con un brillante successo politico e organizzativo per l'occidente.

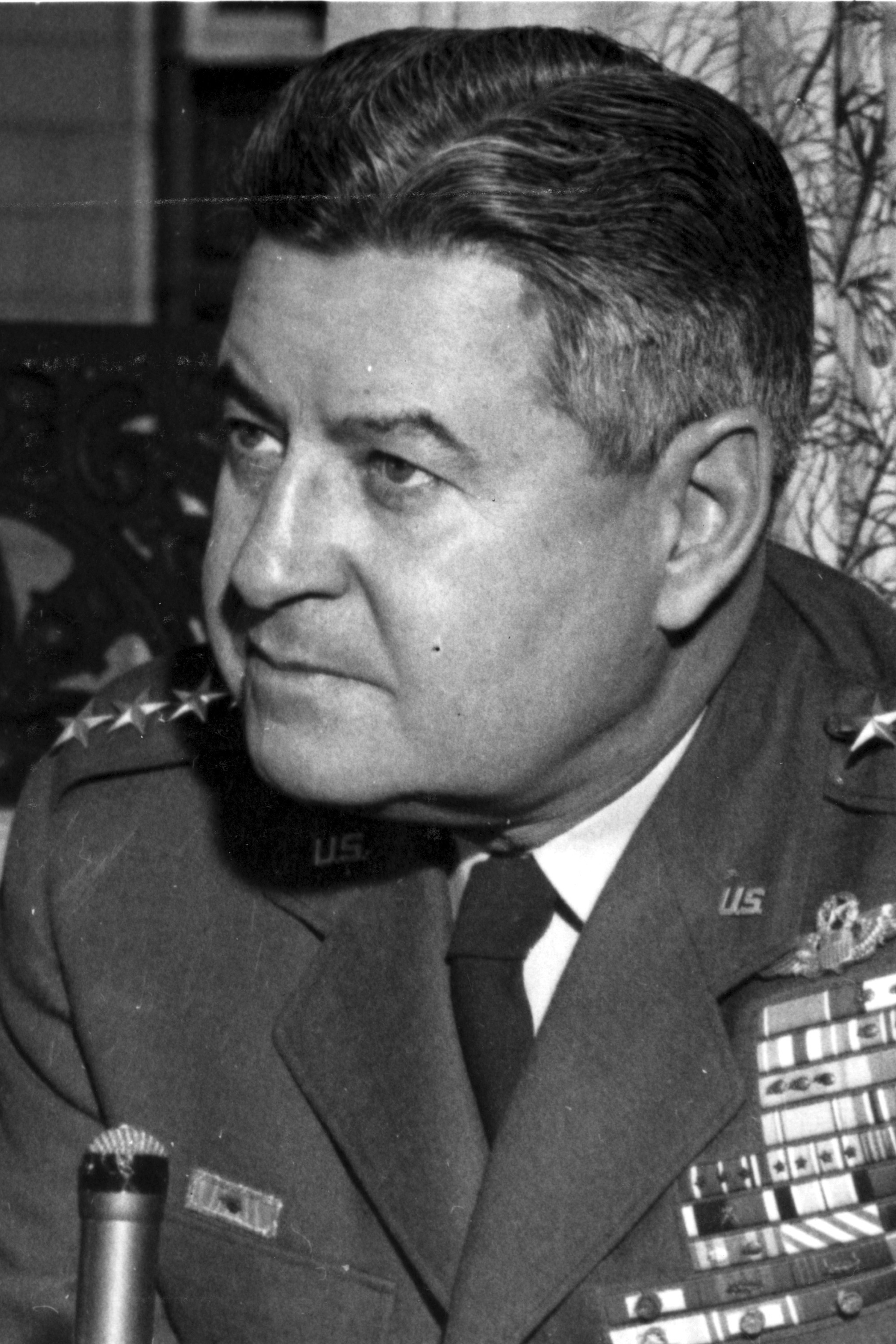
Una foto del generale LeMay.

Dal 1948 al 1957, negli anni più tesi della Guerra fredda, fu posto a capo dello Strategic Air Command (SAC) dell'aviazione americana che egli trasformò con grande energia in una potente arma di attacco nucleare, in stato di costante prontezza operativa per sferrare una eventuale ritorsione globale contro l'Unione Sovietica. In particolare, rafforzò la coesione e migliorò l'addestramento del SAC e immise in servizio i nuovi bombardieri pesanti Convair B-36 e Boeing B-52 Stratofortress, una parte dei quali egli mantenne in costante "allerta a terra" (Ground alert), pronti a decollare in trenta minuti per un attacco nucleare. Nel 1957 iniziò anche a proporre il sistema dell'"allerta in volo" (Airborne alert) con bombardieri sempre in aria armati con bombe nucleari attive.
Negli anni cinquanta, promosso generale a quattro stelle, divenne un personaggio popolare a livello nazionale e un simbolo della dura contrapposizione militare con l'Unione Sovietica. Egli accrebbe anche la sua influenza sulla politica militare e la sua autorevolezza sulle decisioni riguardo alla difesa degli Stati Uniti. Propugnò sistematicamente idee oltranziste e dimostrò pubblicamente la sua determinazione e la sua durezza di modi e di metodi, contribuendo a divulgare l'immagine esterna del SAC come una struttura potente e invincibile. Il generale, oltre a sviluppare al massimo l'addestramento, pianificò l'impiego in massa di bombardieri strategici con armi nucleari e fece pressioni sui politici per incrementare il numero degli aerei e delle bombe. Pur preferendo sempre il potenziamento delle armi offensive che, a suo parere, intimidendo l'avversario, avrebbero impedito la guerra, fece anche sviluppare moderni sistemi di comunicazione per ottimizzare il comando e il controllo di tutte le unità aeree del SAC. Il generale mantenne il comando del SAC fino al 1957 e negli ultimi anni del suo incarico sollecitò, preoccupato dallo sviluppo dei nuovi missili sovietici, il rafforzamento dei sistemi di "allerta a terra" e "allerta in volo" per evitare le conseguenze di un possibile attacco missilistico a sorpresa sulle basi del SAC.

LeMay (al centro di fronte, con gli occhiali e il caratteristico sigaro) partecipa ad una riunione al vertice con il presidente Lyndon Johnson: si riconoscono, a sinistra in camicia, il presidente e il segretario alla Difesa Robert McNamara.

Divenuto capo di stato maggiore dell'aviazione, dopo l'elezione del presidente John Fitzgerald Kennedy nel novembre 1960, entrò in acceso contrasto con il nuovo segretario alla Difesa Robert McNamara e il suo gruppo di giovani e innovativi collaboratori. McNamara era deciso a rivoluzionare completamente le forze armate statunitensi, introducendo la nuova strategia della risposta flessibile e potenziando l'arsenale di missili balistici intercontinentali. Il segretario alla Difesa inoltre intendeva ridimensionare l'importanza dei bombardieri strategici del SAC, bloccando lo sviluppo di un previsto successore supersonico del B-52 Stratofortress e di un bombardiere a propulsione nucleare. LeMay non condivideva le idee di McNamara, considerava non del tutto affidabili i missili balistici e preferiva di gran lunga i bombardieri strategici. Inoltre respingeva le teorie sulla "risposta flessibile" e continuava a sostenere, supportato dal comandante del SAC generale Thomas S. Power, una strategia basata sulla risposta massiccia totale e sull'attacco counterforce, contro le basi militari e i centri di comando sovietici. In questo periodo tuttavia, nonostante i contrasti con McNamara, riuscì ad ottenere l'autorizzazione a potenziare il sistema della "allerta in volo", attivando l'operazione Chrome Dome che prevedeva che dodici B-52 fossero sempre in aria su rotte prestabilite armati con bombe nucleari attive, in posizioni d'attacco verso l'Unione Sovietica.
Durante i primi anni della guerra del Vietnam sostenne posizioni oltranziste, caldeggiando l'adozioni di tattiche di bombardamento del Vietnam del Nord sistematiche, massicce e indiscriminate. Nel 1963 affermò in particolare che fosse arrivato il momento di iniziare a colpire con i bombardamenti "il mucchio di letame" (il Vietnam del Nord), senza perdere tempo a "dare la caccia alle mosche" (i vietcong) nel Vietnam del Sud. Utilizzò ancora la sua terminologia diretta e caustica l'anno seguente nel corso di innumerevoli conferenze di pianificazione e previsione per valutare le migliori strategie da perseguire in Vietnam. Il generale giunse al punto di affermare che bisognava ricacciare il Vietnam del Nord "all'età della pietra" con i bombardamenti.
Peraltro, mentre esprimeva le sue proposte di attacchi aerei senza limitazioni e di impegno totale della potenza militare americana, si dimostrò invece contrario all'impiego diretto delle truppe di terra americane in Vietnam. Le strategie radicali di LeMay furono respinte dall'amministrazione Johnson che preferì attuare piani di bombardamento graduali e selettivi.
Nel corso della crisi dei missili di Cuba nel 1962, riconfermò il suo irriducibile oltranzismo, affermando che l'accordo era stato una clamorosa sconfitta per gli Stati Uniti e cercando di convincere il presidente John Kennedy ad invadere l'isola.

### Gli ultimi anni e la morte

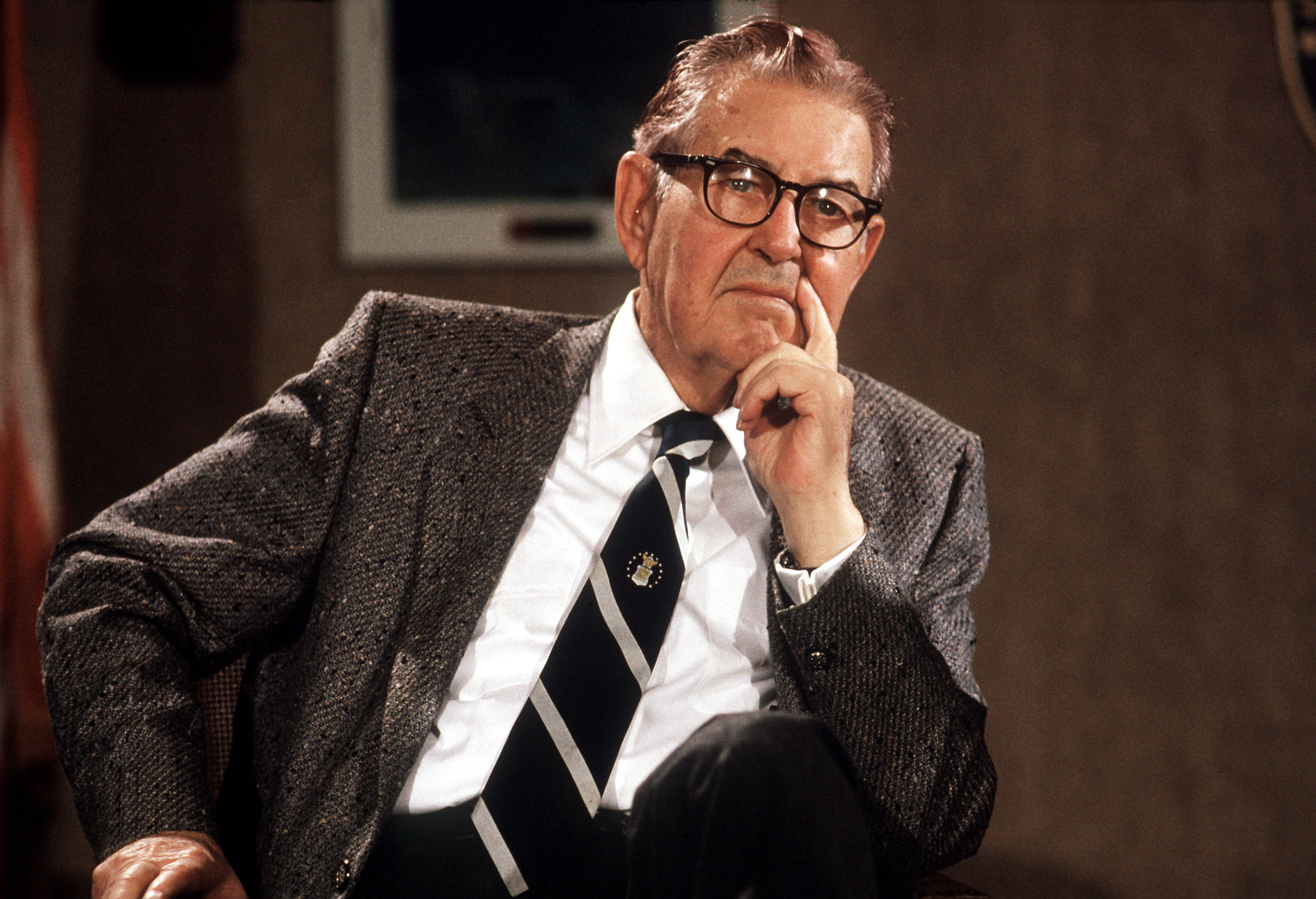
LeMay nel 1987, tre anni prima della sua scomparsa.

Ritiratosi dall'USAF nel 1965, condusse per qualche tempo una vita riservata. Nel clima politico e sociale dell'America degli anni sessanta, in conseguenza anche della guerra del Vietnam, divenne il bersaglio di forti critiche e fu denigrato pesantemente come personaggio "guerrafondaio", "barbarico" e "nazista", simbolo della ottusa bellicosità dell'apparato militare-industriale americano. Per il suo esasperato bellicismo, verosimilmente servì da modello per i personaggi caricaturali dei generali Buck Turgidson e Jack D. Ripper, decisi a scatenare autonomamente un attacco nucleare con bombardieri strategici, nel film Il dottor Stranamore.
Nel 1968, dopo alcune iniziali perplessità, accettò di essere il candidato alla vicepresidenza degli Stati Uniti di George Wallace, politico democratico fortemente conservatore e segregazionista, che era sceso in campo sotto le insegne del Partito Indipendente Americano ed era peraltro stato un suo sottufficiale durante la seconda guerra mondiale. Durante la campagna elettorale, si trovò ben presto nuovamente esposto a critiche e attacchi dall'opinione pubblica e dagli avversari, sia per il fatto che le sue idee non coincidessero completamente con il programma di Wallace (il generale in precedenza aveva sostenuto Richard Nixon e aveva espresso pubblicamente posizioni favorevoli alla parità dei diritti, all'integrazione razziale e all'aborto), sia soprattutto a seguito di nuove dichiarazioni tranchant su aspetti bellici: nella conferenza stampa di presentazione della candidatura, si disse convinto dell'esistenza di molte situazioni in cui un attacco nucleare sarebbe stato una soluzione pragmatica e dagli "effetti positivi", scagliandosi contro la "fobia" dell'opinione pubblica USA verso le armi atomiche. Il ticket Wallace-LeMay, pur non riuscendo veramente a impensierire il duopolio del Partito Repubblicano e del Partito Democratico, ottenne comunque un buon risultato, risultando l'ultima candidatura "indipendente" nella storia statunitense capace di ottenere grandi elettori, grazie alla vittoria in cinque stati del "profondo Sud" e al voto infedele di un delegato repubblicano della Carolina del Nord.
Conclusa questa esperienza, si ritirò definitivamente a vita privata fino alla morte, sopraggiunta nel 1990 a causa di un infarto.

## Scritti
- (con MacKinlay Kantor) Mission with LeMay: My Story (Doubleday, 1965) ISBN B00005WGR2;
- (con Dale O. Smith) America is in Danger (Funk & Wagnalls, 1968) ISBN B00005VCVX;
- (con Bill Yenne) Superfortress: The Story of the B-29 and American Air Power (McGraw-Hill, 1988) ISBN 0-07-037160-1.